# Апраксин, Михаил Иванович
Михаил Иванович Апраксин (6 мая 1939 — 27 февраля 1989) — советский хоккеист, вратарь.

## Биография
Воспитанник московского «Спартака». В сезонах-1955/56 — 1958/59 играл за молодёжную команду хоккейного «Спартака», в сезонах-1957/58, 1959/60 — 1960/61 выступал за команду в чемпионате СССР.
В 1957 году провёл один матч за дубль ФК «Спартак».